# Nílusi repülőkutya

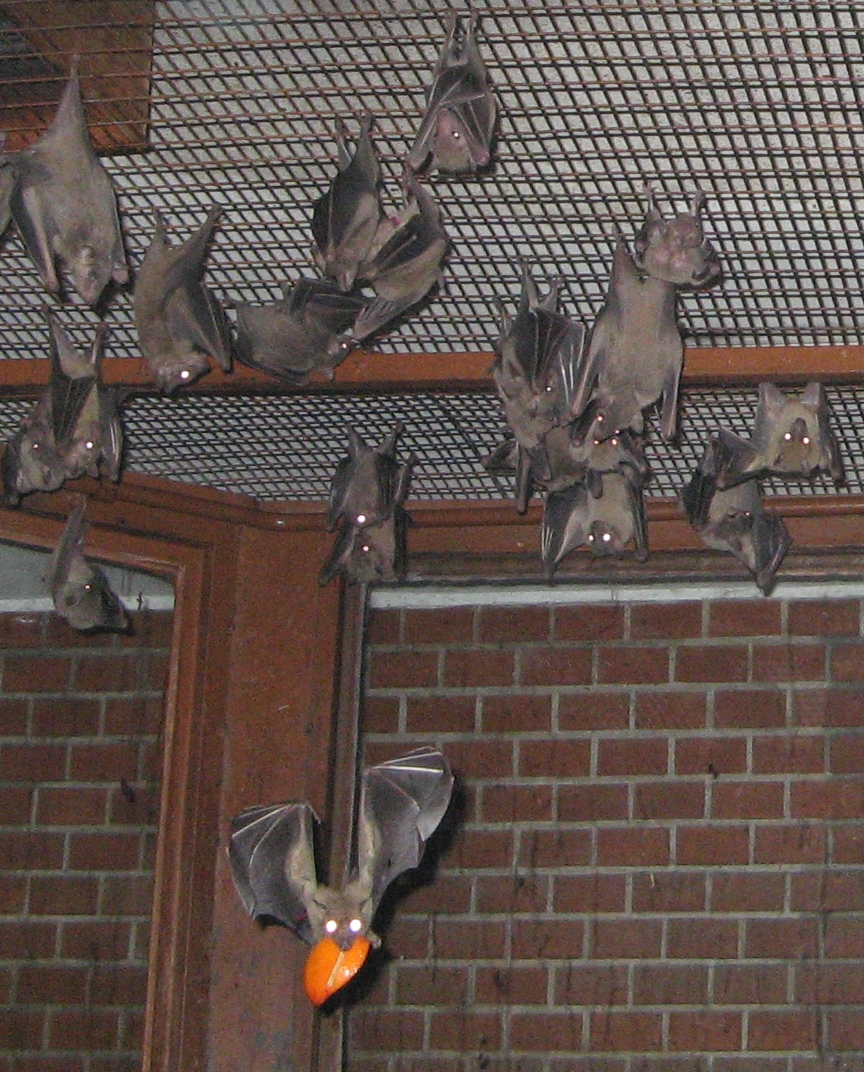
Nílusi repülőkutya kolónia a Fővárosi Állat- és Növénykertben

A nílusi repülőkutya (Rousettus aegyptiacus) az emlősök (Mammalia) osztályába, azon belül a denevérek (Chiroptera) rendjébe és a nagy denevérek alrendjébe tartozó repülőkutyafélék (Pteropodidae) családjának egyik faja.

## Előfordulása
Bár „nílusinak” nevezzük, korántsem csak a Nílus vidékén honos, hiszen Észak-Afrikán kívül a Közel-Keleten, Anatóliában (Törökország) és Ciprus szigetén, sőt Ázsia egyes vidékein egészen Pakisztánig előfordul.
Ez a repülőkutyafélék közül az egyetlen faj, amelyik előfordul Európában.
Európában is csak Ciprus szigetén él. Cipruson az 1970-es években még elég nagy kolóniái voltak, de mivel rájárt a gyümölcsültetvényekre, vadászni kezdték. Mára csak kis, maximum 20 egyedből álló kolóniái élnek a szigeten. A faj összpopulációját azonban nem fenyegeti veszély.

## Megjelenése
A közepes testű repülőkutyafajok közé tartozik. Teste 17 cm hosszú, testtömege pedig 170 gramm. Még így is a legnagyobb faj az európai denevérek közül. Teste szürkésbarna, hasoldala világosabb.

## Életmódja
A nagy denevérek alrendbe tartozó fajok többsége nappal aktív, de a Rosettus-fajok éjjel járnak táplálék után. A nílusi repülőkutya hatalmas lélekszámú kolóniákat alkot, egy-egy ilyen kolóniába akár 9000 egyed is tartozhat. A kolónia tagjai a nappali órákat egy-egy nagyobb sziklahasadékba, barlangba vagy egyéb búvóhelyre visszahúzódva töltik, éjszaka azonban sűrű rajokban lepik el a környék gyümölcstermő növényeit. Étlapján szinte kizárólag különféle gyümölcsök szerepelnek, méghozzá leginkább az édes gyümölcsöket kedveli. Szüksége is van e nagy energiatartalmú táplálékra, hiszen az aktív repülés rendkívül energiaigényes.

## Szaporodása
A nílusi repülőkutya vemhességi ideje mintegy 4 hónap. Egyszerre általában csak egyetlen utód születik, de ha mégis két utód születne, az egyik szinte biztosan gyorsan elpusztul. Elléskor az anya testének hátsó feléből, s az ahhoz kapcsolódó bőrlebernyegből egyfajta bölcsőt formál, de kevéssel születése után az apróságnak már saját erőből kell anyján megkapaszkodnia. Ahogy a kölyök egyre növekszik, mind nehezebb terhet jelent az anyaállat számára, ezért a kölyök hamarosan már nem anyján, hanem inkább egy faágon, vagy egy barlang mennyezetén csimpaszkodik, amíg eléggé meg nem erősödik ahhoz, hogy maga is repüljön. A féléves állatok már birtokában vannak a repülés művészetének.

## Egyéb

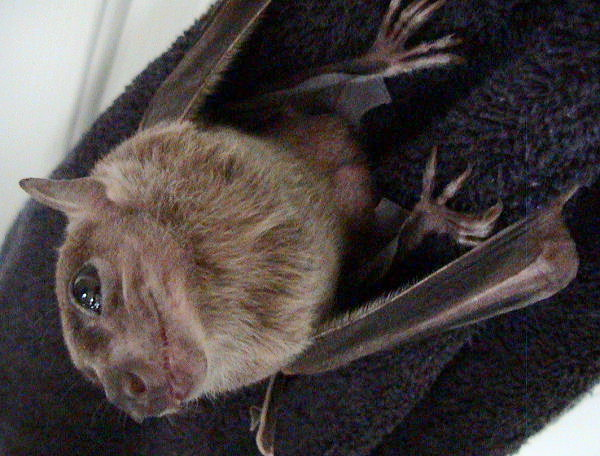
Portré

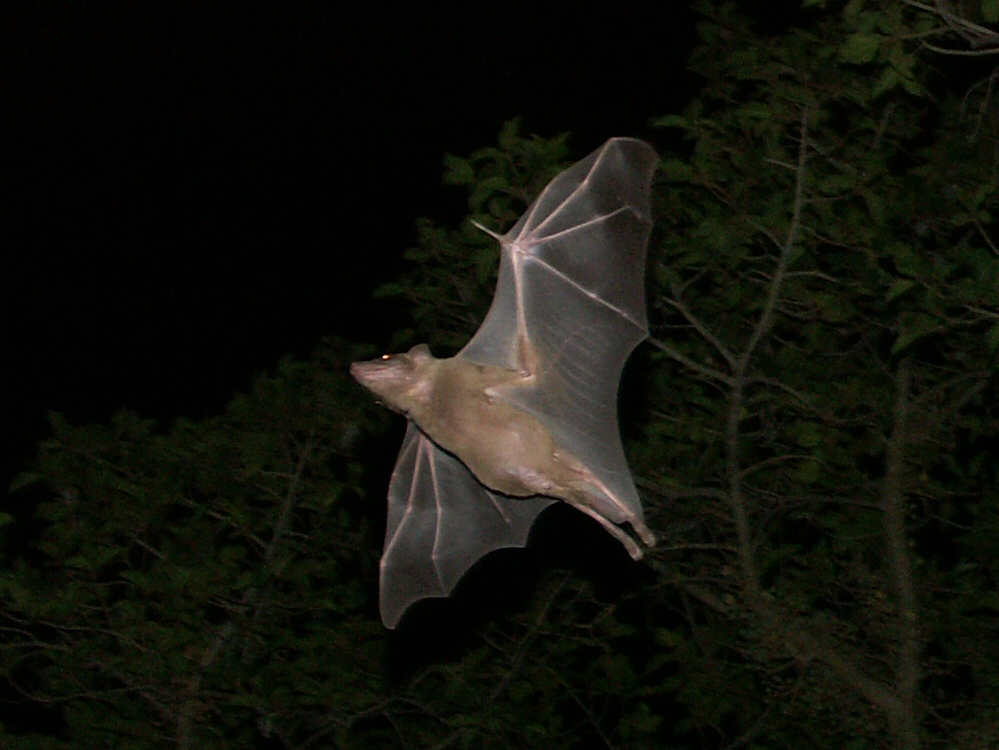
Nílusi repülőkutya röptében

Régóta közismert, hogy a denevérek ultrahang-radarral tájékozódnak. A tudomány echolokációnak nevezi az effajta tájékozódást, amely azon alapszik, hogy az állat saját kiáltásainak visszhangja alapján méri fel környezetét. A gyümölcsevő denevérek többsége nappal aktív, és nem használ ilyen „radart”, de nincs is rá szükségük, hiszen látásuk és szaglásuk segítségével könnyedén megtalálják táplálékukat. A nílusi repülőkutyánál, illetve a Rousettus-fajoknál azonban más a helyzet, mert ezek az állatok – noha csak gyümölcsökön élnek – éjjel járnak táplálékuk után. Ezért ezeknek a fajoknak, egyedülálló módon a gyümölcsdenevérek között, mégiscsak van „bioradarjuk”, még ha nem is oly kifinomult, mint a mozgó célpontra vadászó „kisdenevéreké”.
A repülőkutyafélék családjából ezt a fajt tartják a leggyakrabban állatkertekben. Magyarországon a Budapesti Állatkertben, a Győri Állatkertben és a Nyíregyházi Állatparkban láthatók.